# Kyōgi
Kyōgi (jap. 経木) – drewniana płytka grubości papieru, wytwarzana w Japonii z drzew jak: sugi (Cryptomeria japonica) lub hinoki (Chamaecyparis obtusa). Dawniej używana jako materiał piśmienniczy w zastępstwie papieru, gdyż była tańsza w produkcji. Tradycyjnie w klasztorach buddyjskich na kyōgi zapisywane są sutry, stąd też wywodzi się jego nazwa. Kanji, którymi zapisuje się słowo kyōgi to: 経, oznaczające sutrę, oraz 木 – drzewo. Ze względu na jego elastyczność i wagę wykorzystywany jest jako materiał do produkcji opakowań lub w gastronomii jako tacka do potraw. Torebki z kyōgi były używane w Japonii już od okresu Yamato. Z czasem zostały wyparte przez reklamówki z tworzyw sztucznych, lecz dziś ponownie wracają do łask ze względów ekologicznych.
W rolnictwie wykorzystuje się czapki wykonane z kyōgi zwane kyōgibō (経木帽) lub kyōgibōshi (経木帽子).